# Шинерпосинське сільське поселення
Шинерпо́синське сільське поселення (рос. Шинерпосинское сельское поселение) — муніципальне утворення у складі Чебоксарського району Чувашії, Росія. Адміністративний центр — присілок Нові Тренькаси.
Станом на 2002 рік існували Хиркасинська сільська рада (присілки Великий Чигір, Сарадакаси, Сірмапосі, Тіпнери, Тренькаси, Хиркаси, Челкаси) та Шинерпосинська сільська рада (присілки Авдан-Сірми, Велике Князь-Теняково, Ківсерткаси, Коснари, Мале Князь-Теняково, Малі Коснари, Мерешпосі, Міснери, Нові Тренькаси, Шинерпосі).

## Населення
Населення — 3903 особи (2019, 4948 у 2010, 4527 у 2002).

## Склад
До складу поселення входять такі населені пункти:
| Населений пункт                 | Населення, осіб (2002) | Населення, осіб (2010) |
| ------------------------------- | ---------------------- | ---------------------- |
| Авдан-Сірми, присілок           | 23                     | 22                     |
| Велике Князь-Теняково, присілок | 158                    | 159                    |
| Великий Чигір, присілок         | 175                    | 204                    |
| Ківсерткаси, присілок           | 297                    | 341                    |
| Коснари, присілок               | 246                    | 277                    |
| Мале Князь-Теняково, присілок   | 39                     | 40                     |
| Малі Коснари, присілок          | 92                     | 106                    |
| Мерешпосі, присілок             | 49                     | 50                     |
| Міснери, присілок               | 24                     | 16                     |
| Нові Тренькаси, присілок        | 1505                   | 1491                   |
| Сарадакаси, присілок            | 53                     | 70                     |
| Сірмапосі, присілок             | 75                     | 78                     |
| Тіпнери, присілок               | 107                    | 118                    |
| Тренькаси, присілок             | 103                    | 116                    |
| Хиркаси, присілок               | 353                    | 360                    |
| Челкаси, присілок               | 124                    | 102                    |
| Шинерпосі, присілок             | 440                    | 525                    |